# 韓維基
韓維基（？—？），字貞子。山東濟南府淄川縣（今淄博市张店区傅家镇）小田村人。清朝官员。康熙初以同進士出身入仕，历官山西聞喜縣、直隸博野縣知縣，為官清正廉明。

## 生平
顺治十七年（1660年）中式庚子科举人，康熙三年（1664年）中式甲辰科三甲一百四十六名進士。康熙十三年（1674年），授山西聞喜縣知縣。康熙二十年（1681年），補直隸博野縣知縣，為官清正廉明，嚴厲處置盜竊罪行，周邊竊賊皆不敢入境。

## 家族
韩维基出身于当地科举家族，明清两代，共有进士11名，举人18名、武举7名、贡生22名。据传其先祖为军籍，始祖韩子始、子能、子初弟兄三人于明洪武末年因修筑水利工程从北平枣强县（今河北省枣强县）来到乐安（今广饶）。韩子始在妻刘氏去世后，向西南寻找茔田宝地，来到淄川县西北荆山与大埠山之南、孝子董永墓附近的珂里村，以为风水宝地，于是在此埋葬妻子，并从此定居。
祖父韓茂材。父韓光翟。

## 外部連結
- 清康熙进士——韩维基 张店区人民政府

| 官衔          | 官衔                                    | 官衔          |
| ------------- | --------------------------------------- | ------------- |
| 前任： 沈光瑀 | 山西聞喜縣知縣 康熙十三年（1674年）上任 | 繼任： 王士美 |
| 前任： 趙君訪 | 直隸博野縣知縣 康熙二十年（1681年）上任 | 繼任： 羅士吉 |